# Kapperajärvi
Kapperajärvi är en sjö i Finland. Den ligger i kommunen Kittilä i landskapet Lappland, i den norra delen av landet, 900 km norr om huvudstaden Helsingfors. Kapperajärvi ligger 333 meter över havet. Arean är 60,6 hektar och strandlinjen är 4,07 kilometer lång. Sjön  ingår i Kemi älvs huvudavrinningsområde. 